# Chiesa di Sant'Antonio di Vienna
La chiesa di Sant'Antonio Abate, conosciuta come chiesa di Sant'Antonio di Vienna, è un edificio religioso medievale che si erge in contrà Savonarola, a Padova. La costruzione fa parte del Collegio San Marco, una struttura adattata nel 1771 all'accoglienza degli studenti universitari, e precedentemente usata come monastero prima dai Canonici di Sant'Antonio di Vienne e in seguito dai Canonici Renani. 
Oggi è la cappella della sede legale del Collegio universitario don Nicola Mazza che nel 1953 ha riaperto il Collegio San Marco come propria prima residenza.

## Storia

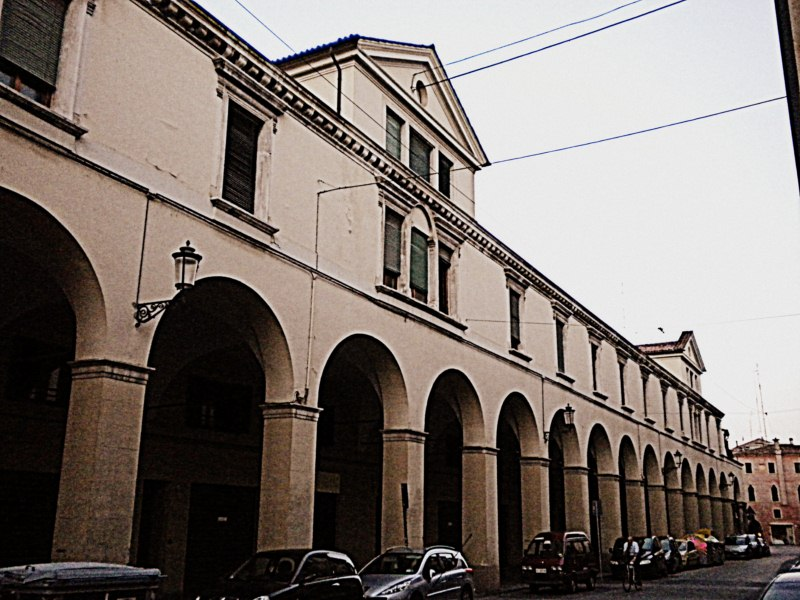
Il Collegio San Marco o Residenza Giuseppe Tosi del Collegio universitario don Nicola Mazza

Ricorda il Portenari che "l'ordine degli hospitalarij di S. Antonio di Vienna" fondarono "in contrada della Savonarola l'hospitale di S. Antonio da Vienna, edificandovi anco un monastero e una chiesa ad honore dell'istesso santo". Era forse il principio del XIII secolo. 
In seguito la chiesa e il monastero passarono ai Canonici Renani che restaurarono nel 1570 l'intero complesso, erigendo il porticato che si affaccia sulla via. 
Con le soppressione dei conventini del 1769 i vari edifici furono adattati a collegio destinato agli studenti disagiati dello Studio. Il Collegio San Marco fu chiuso con l'arrivo delle truppe francesi nel 1797 che lo ridussero a caserma. La chiesa fu chiusa al culto e l'intero complesso, di proprietà militare, divenne caserma del VII reggimento degli Alpini e danneggiato dai bombardamenti durante la seconda guerra mondiale. 
In seguito il Collegio San Marco venne riaperto come prima residenza del Collegio don Nicola Mazza che ancora vi ha sede legale. La chiesa, radicalmente restaurata negli anni cinquanta del Novecento, è officiata come cappella del collegio.

## Descrizione

### L'esterno
La facciata, rivolta a mezzogiorno, s'innalza verso via Savonarola. È preceduta da un portico a serliana cinquecentesco, mentre è asseribile al Settecento il portale a tutto sesto che si apre sulla gotica muratura del XIII-XIV secolo, mossa da lesene e archetti pensili e alleggerita da un grande rosone. La vetrata inserita in tale rosone è stata eseguita nel 2005 da Franco Corradini. Le grate accanto al portale servivano forse alla distribuzione della carità. Il fianco destro, lungo via Collegio San Marco, mostra le spiccate caratteristiche gotiche, come lesene e archetti pensili, slanciate monofore decorate da archetti in pietra trilobati. L'abside, suggestiva, è poligonale e aperta sempre da monofore. Accanto al fianco sinistro, verso la facciata, si erge il Collegio San Marco, mentre verso l'abside una sacrestia pure gotica.

### L'interno

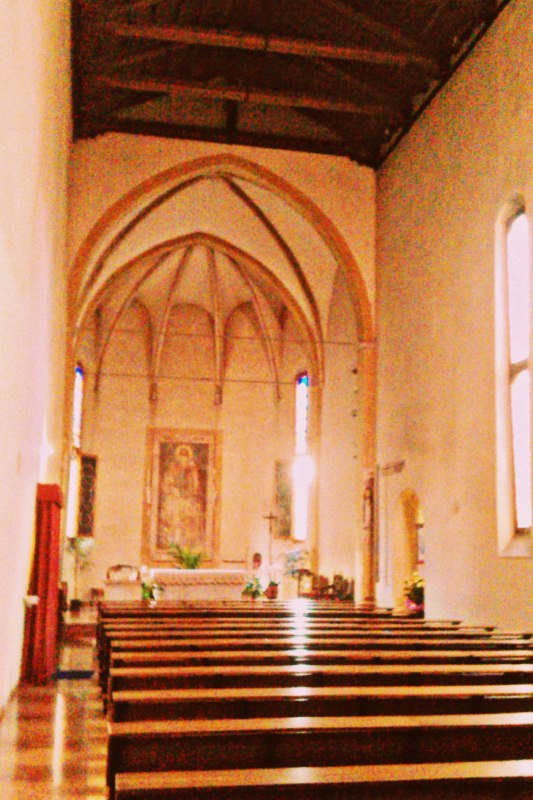
L'interno della chiesa

L'interno è a navata unica, luminoso e ampio, coperto da capriate, mentre l'abside è voltata a ombrello, con costoloni molto marcati di sapore francese, raro caso in Veneto. Sulla sinistra dell'altar maggiore si apre la sacrestia. Imponente il Sant'Antonio Abate raffigurato in proporzioni giganti sulla parete dell'abside. Lungo le pareti si susseguono brani di affresco, alcuni attribuibili ad Altichiero da Zevio ed altri a Jacopo da Verona o ad un suo allievo. Bellissima la Crocifissione con offerente. Non reca opere di importante valore se non un dossale ligneo quattrocentesco e un angelo ligneo barocco.
Secondo Paola Tosetti Grandi, prima delle spoliazioni napoleoniche, la chiesa era dotata di arredo barocco risalente alla ristrutturazione del complesso monastico del 1570. Fra questi, Tosetti Grandi ricorda in particolare un coro ligneo, sostenuto da tre archi su colonne, che seguiva il controportale. Inoltre, menziona una pala che decorava l'altar maggiore e due altari che abbellivano i lati della navata. L'abside ospitava una pala d'altare dipinta da Francesco Zanella raffigurante Sant'Antonio Abate, Sant'Agostino e Arcangelo Canetoli, che è oggi conservata nei magazzini del museo civico di Padova. In origine questa era racchiusa in una cornice di pietra di Custoza e sovrastata da un crocifisso di legno. Sul lato destro della navata si trovava un altare dedicato all'Addolorata, decorato da una pala. Sulla sinistra, un altare dedicato a Sant'Antonio Abate ospitante, oltre ad un ritratto del santo, anche un ritratto di Canetoli, attribuito ad un autore veneto, oggi conservato nei magazzini del Museo Antoniano. Infine, Tosetti Grandi riporta che all'interno della sacrestia si trovava una pala d'altare dedicata a Sant'Osvaldo martire, di scuola veneziana. 

### Organo a canne
Sulla moderna cantoria in controfacciata, si trova l'organo a canne, costruito nel 2007 dalla ditta organaria codroipese Zanin.
Lo strumento si ispira alla tradizione tedesca del XVIII secolo, sia per le caratteristiche foniche, sia per l'estetica. La trasmissione è integralmente meccanica, e la consolle, a finestra, ha due testiere di 56 note ciascuna e una pedaliera dritta di 30 note. I registri sono 25, per un totale di 1626 canne. La cassa lignea, con decorazioni dorate, è dotata di due torri laterali e da una più piccola centrale, unite da due ali di canne; il positivo tergale, invece, è costituito da due torri e una facciata centrale a cuspide.

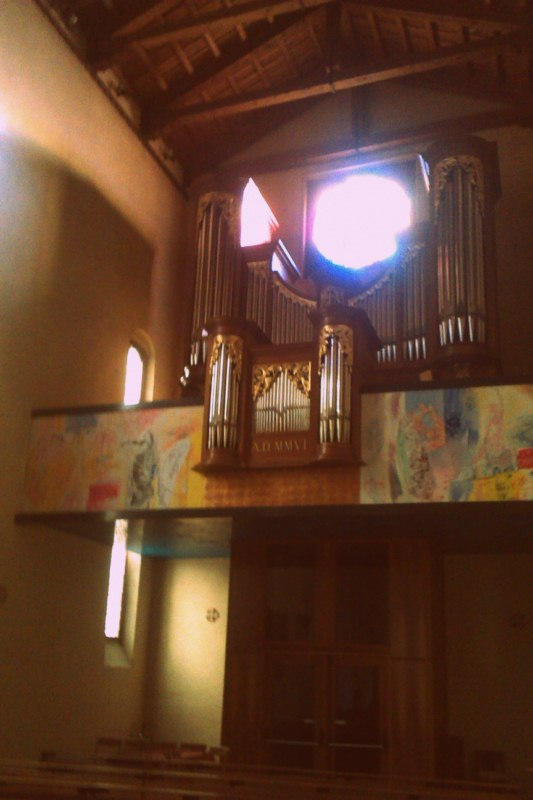
La cantoria in controfacciata

## Galleria d'immagini

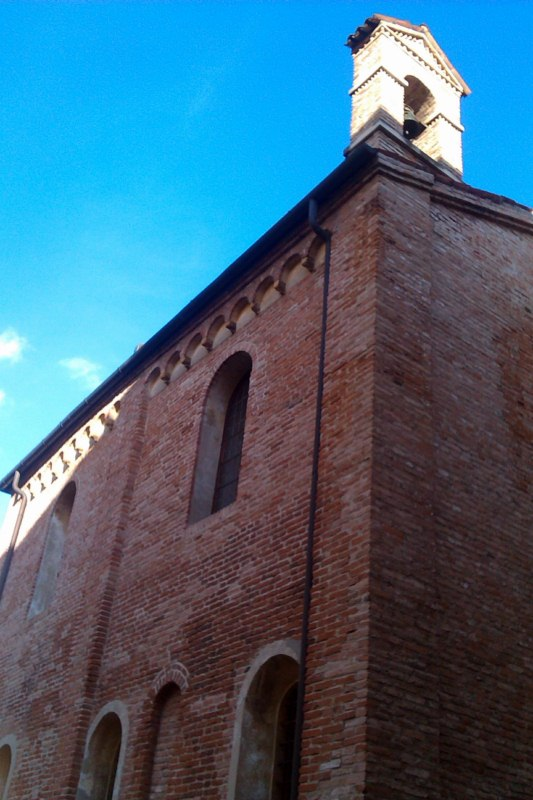
La sacrestia
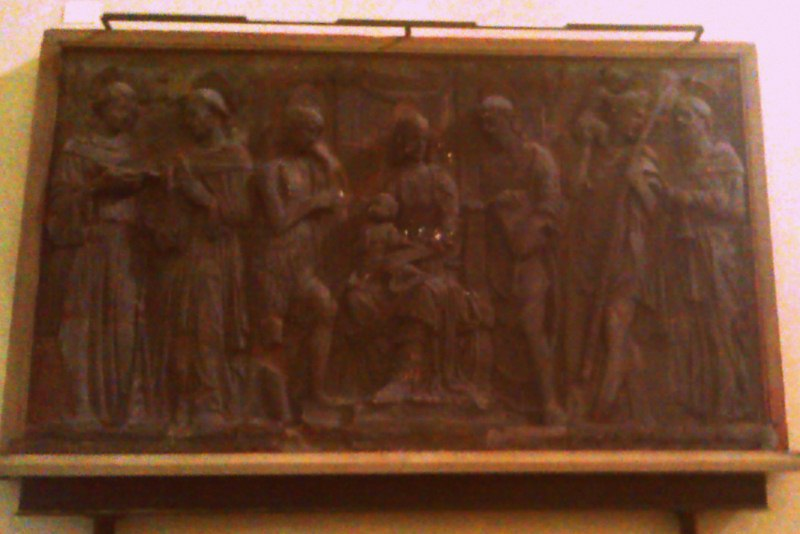
Il dossale quattrocentesco
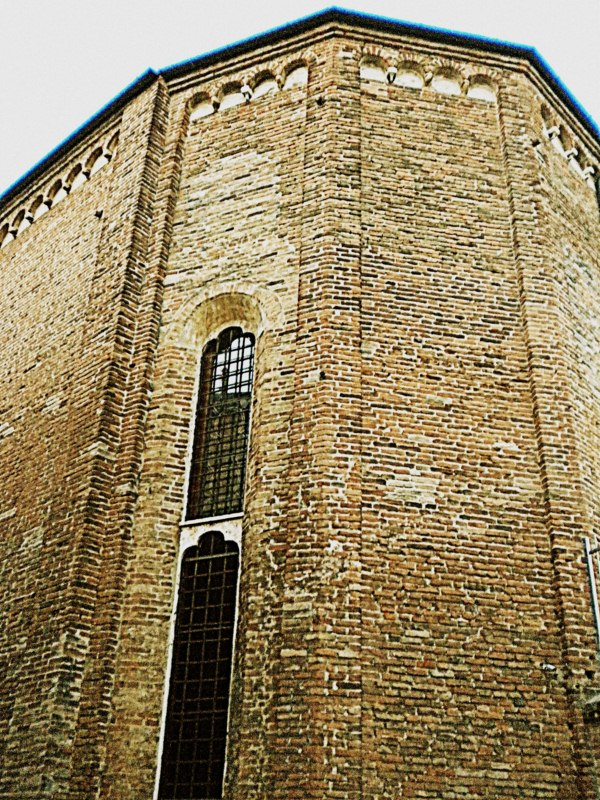
L'abside